# Eumorphus festivus
Eumorphus festivus es una especie de coleóptero de la familia Endomychidae.

## Distribución geográfica
Habita en Borneo.